# Список высших учебных заведений Тольятти
В Тольятти действуют высшие учебные заведения разного типа, направлений и с разными специальностями:
- Тольяттинская академия управления — основана в 1993 году;
- Тольяттинский военный технический институт, основанный в 1978 году;
- Тольяттинский государственный университет — образован в 2001 году на базе Тольяттинского политехнического института (1951 год) и Тольяттинского филиала Самарского государственного педагогического университета;
- Тольяттинский институт искусств — основан в 1998 году;
- Тольяттинская консерватория[2];
- Поволжский государственный университет сервиса — основан в 1981 году;
- Волжский университет имени В. Н. Татищева — основан в 1995 году; в 2018 году присоединен к Казанскому университету;
- Поволжский православный институт[3].

Кроме того, в Тольятти действуют филиалы:
- Российский государственный гуманитарный университет, филиал основан в 2000 году;
- Университет Российского инновационного образования, филиал основан в 2001 году.

До 2015 года в Тольятти существовали филиалы иногородних вузов, таких как:
- Восточная экономико-юридическая гуманитарная академия[4], филиал образован в 1999 году;
- Институт коммерции и права[5], филиал основан в 2001 году;
- Поволжский институт управления имени П. А. Столыпина[6], филиал основан в 1998 году;
- Российский государственный социальный университет[7], филиал основан в 1999 году;
- Самарский государственный экономический университет;
- Самарская гуманитарная академия[7], филиал основан в 1994 году;
- Самарский национальный исследовательский университет имени академика С. П. Королёва;
- Самарский государственный университет[7], филиал открыт в 2001 году;
- Самарский государственный экономический университет[7], филиал основан в 1996 году;
- Санкт-Петербургский институт внешнеэкономических связей, экономики и права[7], филиал основан в 1998 году.